# Sudamericano de Rugby A 2016
El Sudamericano de Rugby A de 2016, fue la 38.ª edición del torneo.
El formato que tuvo ese torneo es confuso. En 2014 la Consur había informado oficialmente que el Sudamericano A se dividía en dos etapas, Mayor A -sin participación del campeón del año anterior- y Consur Cup -con participación del campeón del año anterior-, pero en 2016 la Sudamérica Rugby reprodujo un artículo periodístico de un medio uruguayo informando que Uruguay, país ganador de la primera etapa, era también ganador del Sudamericano de Rugby A, antes de disputar la Sudamérica Rugby Cup. Las informaciones contradictorias difundidas por la SR no permiten establecer si el Sudamericano de Rugby A se disputa en dos etapas, concluyendo con la disputa de la Sudamérica Rugby Cup, o se disputa en una sola etapa sin participación del país campeón del año anterior.

## Repesca de ascenso
Existió un partido preliminar entre Colombia y Brasil para el cuarto y último cupo en el mes de diciembre de 2015, Los Tupís que oficiaron de locales en Estadio Dr. Oswaldo Teixeira Duarte de São Paulo, se quedaron con la contienda y revalidaron su puesto en el Sudamericano "A" mientras que Los Tucanes se resignaron a jugar el Sudamericano "B".
| 12 de diciembre de 2015 | Brasil | 44 - 0  | Colombia | Estadio Dr. Oswaldo Teixeira Duarte, São Paulo, Brasil             |                                                                    |
|                         |        | Reporte |          | Asistencia: 2000 espectadores · Árbitro(s): Joaquín Montes Uruguay | Asistencia: 2000 espectadores · Árbitro(s): Joaquín Montes Uruguay |

## Equipos participantes

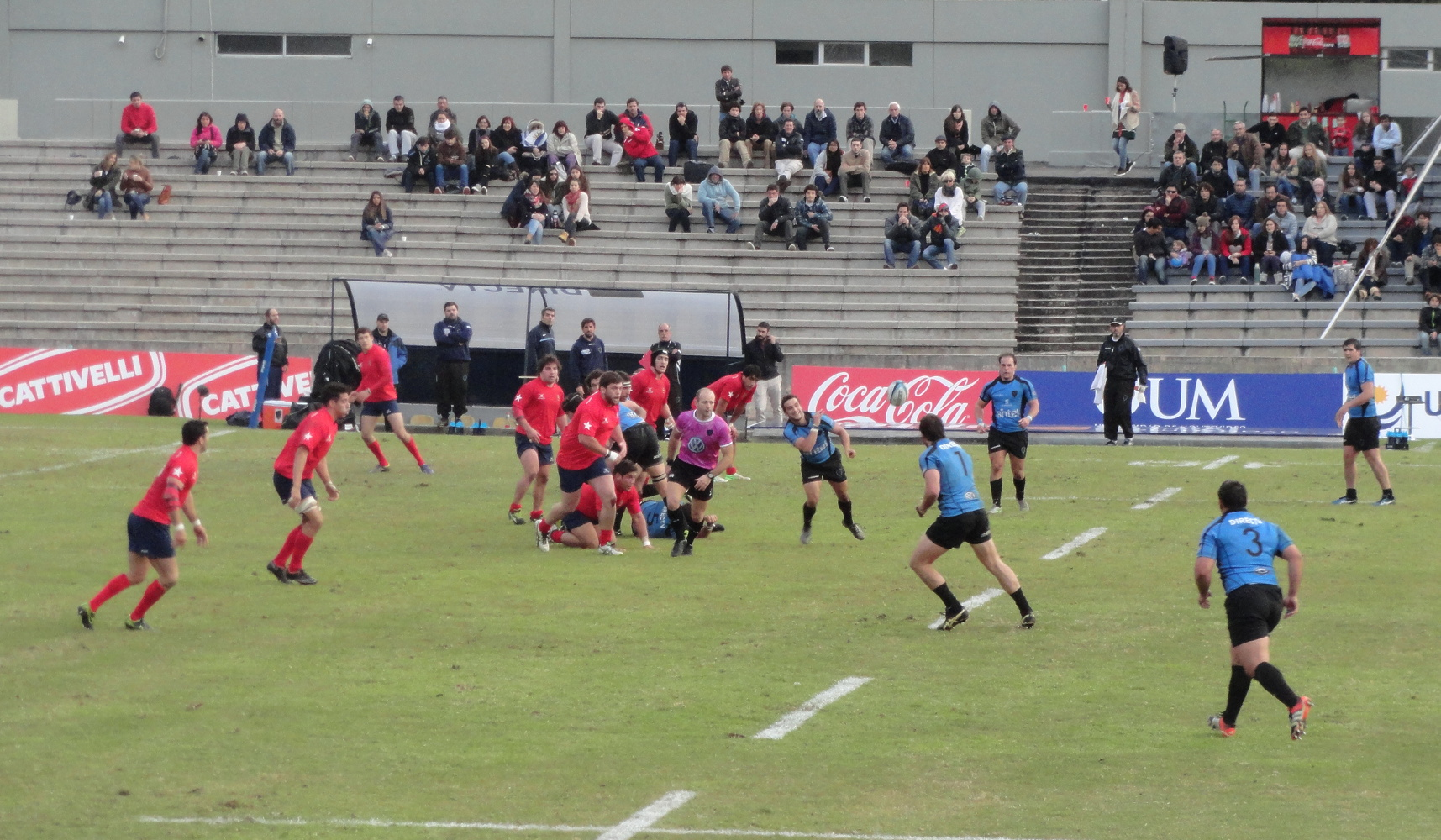
Partido entre Uruguay y Chile

- Selección de rugby de Brasil (Los Tupís)
- Selección de rugby de Chile (Los Cóndores)
- Selección de rugby de Paraguay (Los Yacarés)
- Selección de rugby de Uruguay (Los Teros)

## Posiciones
| Pos. | Equipo   | Encuentros | Encuentros | Encuentros | Encuentros | Tantos  | Tantos    | Tantos     | Puntos |
| Pos. | Equipo   | jugados    | ganados    | empatados  | perdidos   | a favor | en contra | diferencia | Puntos |
| ---- | -------- | ---------- | ---------- | ---------- | ---------- | ------- | --------- | ---------- | ------ |
| 1    | Uruguay  | 3          | 3          | 0          | 0          | 135     | 43        | + 92       | 9      |
| 2    | Chile    | 3          | 1          | 1          | 1          | 102     | 66        | + 36       | 4      |
| 3    | Brasil   | 3          | 1          | 1          | 1          | 66      | 77        | - 11       | 4      |
| 4    | Paraguay | 3          | 0          | 0          | 3          | 43      | 160       | - 117      | 0      |

Nota: Se otorgan 3 puntos al equipo que gane un partido, 1 al que empate y 0 al que pierda
|  | Campeón y clasificado a la SRC 2017 |

|  | Clasificado a la SRC 2017 |

|  | A repechaje por la permanencia en el SRA |

## Resultados

### Primera fecha[8]
| 23 de abril 16:30 | Brasil | 14 - 36 | Uruguay | Allianz Parque, São Paulo, Brasil                        |                                                          |
|                   |        | Reporte |         | Asistencia: 7692 espectadores Árbitro(s): Juan Silvestre | Asistencia: 7692 espectadores Árbitro(s): Juan Silvestre |

| 23 de abril 16:00 | Chile | 68 - 7  | Paraguay | Old Grangonian, Santiago, Chile |                              |
|                   |       | Reporte |          | Árbitro(s): Damián Schneider    | Árbitro(s): Damián Schneider |

### Segunda fecha[9]
| 30 de abril 15:30 | Paraguay | 15 - 60 | Uruguay | Héroes de Curupayty, Luque, Paraguay |  |
|                   |          | Reporte |         |                                      |  |

| 30 de abril 16:15 | Brasil | 20 - 20 | Chile | Estadio Pacaembú, São Paulo, Brasil |                               |
|                   |        | Reporte |       | Asistencia: 7270 espectadores       | Asistencia: 7270 espectadores |

### Tercera fecha
Partido válido también para la Sudamérica Rugby Cup 2016
| 7 de mayo 15:30 | Uruguay | 39 - 14 | Chile | Estadio Charrúa, Montevideo, Uruguay |                            |
|                 |         | Reporte |       | Árbitro(s): Juan Silvestre           | Árbitro(s): Juan Silvestre |

| 7 de mayo 15:30 | Paraguay | 21 - 32 | Brasil |                                |                                |
|                 |          | Reporte |        | Árbitro(s): Claudio Cattivelli | Árbitro(s): Claudio Cattivelli |

| Bandera de Uruguay |
| Campeón Uruguay    |
| Tercer título      |